# Ilse von Alpenheim
Ilse von Alpenheim (Innsbruck, 11 febbraio 1927) è una pianista austriaca.
È stata sposata con il direttore d'orchestra Antal Doráti dal 1971 alla morte del marito nel 1988.
Nel 1984 esegue il Concerto per pianoforte e orchestra n. 27 di Mozart al Teatro alla Scala di Milano diretta dal marito.